# Cláudio Lucchesi
Claudio Lucchesi (nascido em Guaratinguetá, em 5 de novembro de 1968), é um jornalista e fotógrafo brasileiro.

## Biografia
Formado pela Universidade de São Paulo, foi agraciado com a Medalha Amigo da Marinha, da Marinha do Brasil (1996), com o título de Amigo do Centro de Instrução da Aviação do Exército (2003), com a Medalha Mérito Santos-Dumont (2004) e com a Medalha do Mérito Aeronáutico, Grau de Cavaleiro (2006, ano em que se comemorou o Centenário do Voo do 14-Bis), ambas estas últimas concedidas pelo Comando da Aeronáutica; sendo esta última a mais antiga, importante e tradicional comenda da Força Aérea Brasileira.
É o criador do projeto da revista ASAS, lançada em junho de 2001, resultado de sua experiência acumulada desde 1984 na imprensa especializada aeroespacial brasileira e internacional, incluindo trabalhos para as mais importantes publicações do Brasil e de países como Reino Unido, Alemanha, Itália e EUA, entre outros.
Único jornalista aeronáutico brasileiro a já haver voado num jato de combate da antiga União Soviética, o Sukhoi Su-27UB, quando recebeu o título de membro honorário do 3º Esquadrão de Caça da Força Aérea da Ucrânia. E, em abril de 2010, tornou-se o primeiro jornalista a voar no helicóptero de ataque Mil Mi-35M, de fabricação russa, então recém-entregue à Força Aérea Brasileira (FAB).
Atualmente Lucchesi acumula um currículo de ter voado cerca de uma centena de tipos diferentes de aeronaves em mais de 1.000 horas de voo, e de ser o único jornalista brasileiro presente em todas as edições do Salão Aeroespacial de Moscou (MAKS), desde 1997. Convidado diversas vezes a dar palestras sobre a História da Aviação, incluindo diversas ocasiões na Faculdade de Engenharia Mecânica da Universidade de Campinas (FEM-UNICAMP), e ainda na Livraria Cultura, Memorial do Imigrante, ABAAC e outros. Foi, ainda, professor convidado de História da Aviação, ministrando aulas na Universidade Anhembi Morumbi.

#### Livros

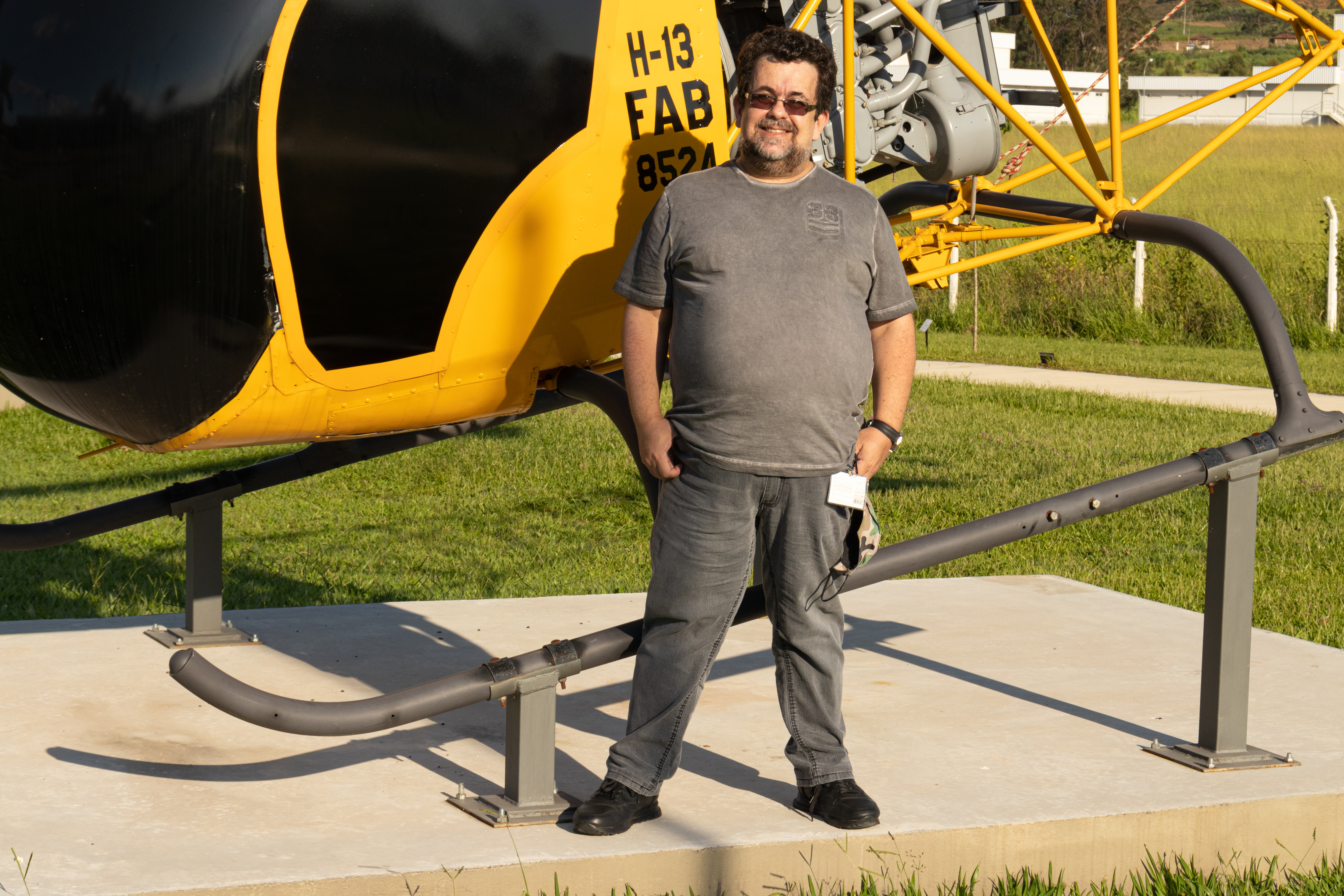
Claudio Lucchesi no CAvEX, em 2021

Em 1996, publicou o livro "Loucos e Heróis - Fatos e Curiosidades da História da Aviação", pela Editora Lemos; e em fins de 2005, em co-autoria com João Paulo Moralez, lançou o livro "Os Projetos Aeronáuticos de Alberto Santos-Dumont", e no segundo semestre de 2006, foi organizador (junto com João Paulo Moralez), do livro do empresário e aviador Fernando de Arruda Botelho, "Projeto Demoiselle – Do Sonho ao Vôo".
Em abril de 2007, publicou seu segundo livro de autoria individual, "Kursk, 1943", que inaugurou a série “Grandes Batalhas Aéreas”, da C&R Editorial. A este seguiu-se, em abril de 2009, sua terceira obra: "Stalingrado, 1942". Ambos estes livros abordam, de modo inovador, a história destas duas grandes batalhas da 2ª Guerra Mundial, sob o foco principal do emprego do poderio aéreo. E em 2010, tornou-se o editor responsável pela primeira edição em língua portuguesa, com texto integral, da autobiografia do ás alemão Adolf Galland, publicada pela C&R Editorial com o título "O Primeiro e o Último".
Em 2019, lançou o livro "O voo do Impossível", que conta a saga do desenvolvimento do Bandeirante, o primeiro avião da Embraer. 

#### Outros Trabalhos
Em 2020, participou como Diretor técnico-histórico no curta-metragem de animação "O Voo do Impossível", que conta parte da história de Ozires Silva e de como nasceu a Embraer através do desenvolvimento do Bandeirante.  
O nome do curta-metragem foi inspirado no homônimo livro de CLaudio Lucchesi, lançado em 2019. 

É o idealizador e apresentador do programa televisivo "Asas e Histórias", que está em exibição na TV Cultura desde 2023. 